# Gegants de les Preses
Els Gegants de Les Preses –promocionats pel Centre Cultural i realitzats amb la participació econòmica i material dels veïns presencs i de diverses entitats del poble– foren creats per l'escultor Pere Sala, mentre que la direcció artística la realitzà Miquel Duran des del Centre Cultural. La confecció del vestuari anà a càrrec de Carme Jou.
Es van estrenar el dia 13 d'octubre de 1996 i van ser apadrinats pels Gegants de Vilobí d'Onyar i els de Les Planes d'Hostoles. El Gegant (Elionardis) fa 3'85 metres d'alçada i pesa 66 kg, mentre que la Gegantessa (Ricarda) en fa 3'63 i pesa 63 kg. Segons l'estudiós de la història local Mn. Joan Pagès i Pons, els noms d'Elionardis i Ricarda corresponen als noms de dos personatges històrics de l'època medieval, que estan lligats amb la història local i amb la noblesa del segle x.
La música del Ball de Gegants fou composta per Joan Pont, mentre que la instrumentació per a cobla anà a cura d'Àlex Blanco. La coreografia del ball és de Frederic Gaude. La cançó del seu ball té lletra, escrita per la poetessa Montserrat Vayreda. L'any 2021, en motiu dels 25 anys dels Gegants, es va estrenar un segon ball, compost per Agusí Pedrico i amb coreografia de Pep Garcia i els geganters. Des d'aleshores, sempre ballen les dues danses.
Els Gegants de Les Preses només ballen dos cops l'any: per la Festa del Roser, el quart diumenge de maig, i per la Gala (la Festa Major del poble) –amb el tradicional Ball de Cintes– el segon cap de setmana d'octubre, on fan diverses cercaviles i les ballades a la plaça Major, destacant els balls que fan l'última nit de la Gala, a les fosques i envoltats d'espelmes.
Acompanyen als Gegants la comparsa formada per la Granota i els Calabotins, estrenada l'any 1997.